# همه‌پرسی قانون اساسی سوریه (۲۰۱۲)
پس از جنگ داخلی سوریه سرانجام بشار اسد رئیس‌جمهور سوریه تصمیم گرفت پیش‌نویس قانون اساسی نوینی را در سوریه به همه‌پرسی گذارد.
در این همه‌پرسی ناظران خارجی حضور نداشتند.
همه‌پرسی در تاریخ ۷ اسفند ۱۳۹۰ (۲۶ فوریه ۲۰۱۲) برگزار شد و با رای ۸۹٬۴٪ و مشارکت ۵۷٬۴٪ رای آورد.

## پیش‌نویس
قانون اساسی جدید دولت را از انحصار حزب بعث سوریه خارج می‌کند. در قانون اساسی جدید احزاب سیاسی نمی‌توانند بر اساس اصول قومی، مذهبی و منطقه‌ای و قبیله‌ای تشکیل شوند. تمامی برنامه‌های سیاسی احزاب قبل از این که اجرا شود باید از سوی دولت مجوز بگیرد و تصویب شود.
به هرحال این قانون اساسی از قبلی نسبتاً مردم‌سالارتر است و اصلاحات به چشم می‌خورد
بخشی از برخی ماده‌های مهم قانون اساسی نوین:
- مادهٔ ۳: دین رئیس‌جمهور اسلام و فقه اسلامی تنها منبع قانون‌گذاری است. احترام نظام به همهٔ دین‌ها و ضمانت پرداختن به شعائرش جوری که نظم عمومی را مختل نکند
- مادهٔ ۸: احزاب مجاز در حیات سیاسی ملی سهیم اند و قانون تشکیلشان را تنظیم می‌کند.
- مادهٔ ۳۳: آزادی حقی مقدس است و حکومت آزادی شخصی هموطنان را حمایت و از کرامت و امنیت آنان حفاظت می‌کند.
- مادهٔ ۴۲: آزادی، عقیده محفوظ است و هر هم‌میهن حق اظهارنظر آزادانه را دارد.
- مادهٔ ۴۳: حکومت آزادی مطبوعات و چاپ و نشر و رسانه‌ها و استقلالشان را تأمین می‌کند.
- مادهٔ ۸۸: مدت دورهٔ ریاست جمهوری هفت سال میلادی است و فقط یک بار دیگر می‌تواند انتخاب شود.[۴][۵]

## نتیجه
| رای    | تعداد      | ٪              |
| ------ | ---------- | -------------- |
| آری    | ۷٬۴۹۰٬۳۱۹  | ۸۹٫۴           |
| نه     | ۷۵۳٬۲۰۸    | ۹              |
| باطله  | ۱۳۲٬۹۲۰    | ۱٫۶            |
| مجموع  | ۸٬۳۷۶٬۴۴۷  | ۱۰۰٫۰          |
| واجدان | ۱۴٬۵۸۹٬۵۸۹ | ۵۷٫۴٪ (مشارکت) |

## واکنش‌ها
شورای ملی سوریه با قانون اساسی پیشنهادی مخالفت کرد و خواستار تحریم آن شد.
مخالفان دولت بشار اسد، قانون اساسی جدید را متقلبانه و همه‌پرسی را یک کار بیهوده توصیف کردند. این مخالفان اعلام کردند که دولت سوریه حتی در قانون اساسی قدیم هم مواردی مانند آزادی بیان، تظاهرات مسالمت‌آمیز و ممنوعیت شکنجه را رعایت نمی‌کرده است.